# Sauron

Sauronovo oko jako znak na vlajce Mordoru

Sauron (quenijsky „Nenáviděný“) je literární postava ve fantasy příbězích ze světa Středozemě J. R. R. Tolkiena. Je hlavní zápornou postavou v knižní trilogii J. R. R. Tolkiena Pán prstenů. Sauron byl Temným pánem, vládcem Mordoru a tvůrcem Jednoho prstenu.
V Pánu prstenů je odhaleno, že je Nekromant, Černý mág a Černokněžník z knihy Hobit. V Silmarillionu (vydaném po Pánu prstenů) je odhaleno, že Sauron byl pobočníkem prvního Temného pána Morgotha a největším z jeho služebníků. Tolkien poznamenal, že andělské mocnosti v jeho mýtu „byly schopny mnoha stupňů chyb a selhání“, ale nejhorší byla „absolutní satanská vzpoura a zlo Morgotha a jeho následníka, Saurona“.

## Život

### Počátek
Kosmogonický mýtus v Silmarillionu popisuje, jak Eru, Jediný, zahájil stvoření uvedením v bytí bezpočtu duchů, již byli „potomstvem jeho myšlenky“ a kteří s ním byli před stvořením všeho ostatního. Duch, jenž byl později znám jako Sauron, byl původně takovým „nesmrtelným (andělským) duchem“. Na počátku Sauron hleděl na Stvořitele přímo, i když později existenci Erua popíral. Tolkien poznamenal: „Sauron nemohl být samozřejmě skutečným ateistou. Byl jedním z nižších duchů, stvořeným před stvořením světa, znal Erua, podle svého měřítka.“
V quenijštině byli tito ‚andělští‘ duchové nazýváni Ainur. Nejmocnější, kteří vstoupili do světa Ardy, byli nazýváni Valar. Relativně nižší duchové, mezi něž Sauron patřil, byli nazýváni Maiar. Všichni Ainur byli stvořeni dobrými a nezkaženými. Elrond v Pánu prstenů řekl: „Na začátku totiž nic není zlé. Ani Sauron nebyl.“ Vzpoura pocházela od Valy Melkora. Zlo nepocházelo od Saurona, ale od Melkora. Přesto Sauron představuje to nejzkaženější zlo na Ardě, toužící po naprosté světské moci a božské úctě (a jeho služebníci ho tak uctívali) a dosazení se na Eruovo místo, místo, na nějž nemá právoplatný nárok.
Sauron patřil k Aulëho lidu, projevoval se jako velký řemeslník. Sauron byl původem mnohem vyššího řádu než např. Gandalf nebo Saruman, a největší, nejnebezpečnější, a nejspolehlivější Melkorův služebník, jeho pobočník v Angbandu, a po jeho pádu sám Temný pán a Nepřítel.
Eru ponechal andělské duchy hrát Hudbu Ainur (Ainulindalë), kteří rozvíjeli téma zjevené samotným Eru. Melkor se však pokoušel zvýšit svou slávu ve své písni svými myšlenkami a ideami, které nebyly v souladu s původním Tématem Hudby. „… a rázem kolem něho vznikl nelad a mnozí, kteří zpívali blízko něho, propadli sklíčenosti, jejich myšlenky se narušily a jejich hudba zakolísala; někteří však začali ladit svou hudbu spíš podle něho než podle myšlenky, kterou měli zprvu.“
Melkorova disharmonie měla své strašlivé důsledky, jelikož Eru dovolil Ainur vykonat „Píseň Stvoření“, jako šablonu světa, který byl stvořen: „Zlo světa nebylo na poprvé ve velkém Tématu, ale vstoupilo s disharmonií Melkora.“ Sauron nebyl původcem disharmonie a nepochybně věděl víc o Hudbě než Melkor, jehož mysl byla vždy naplněna jeho vlastními plány a záměry. Sauron zřejmě nebyl jedním z duchů, kteří okamžitě ladili svou Hudbu podle Melkora.
Brzy jako by Melkorova disharmonie byla ve válce s Tématem Erua –⁠⁠⁠⁠⁠⁠ Hudba reprezentuje konflikt dobra a zla. Nakonec Eru píseň ukončil. Aby duchové viděli, co učinili, Eru učinil bytí Hudby. Tak byl stvořen vesmír Eä, ve kterém měl být konflikt dobra a zla rozhodnut. Eru umožnil duchům vstoupit do Eä. Mnoho tak učinilo a Sauron byl mezi nimi. Tím, že jim umožnil vstoupit do světa, umožnil jak velké zlo, tak velké dobro.

### První věk
Po vstupu do Eä na začátku času, se Valar a jejich Maiar pokusili vybudovat svět podle vůle Ilúvatara. Ve svém úsilí se Sauron projevil jako „velký řemeslník patřící k Aulëmu“. Jako ostatní Valar, Aulë učil své služebníky Maiar o struktuře, zákonech a podstatě světa a Sauron získal tuto znalost.
Uvnitř obrovských prostor Eä Valar zaměřili své úsilí na Ardu, zemi, kde elfové a lidé budou žít. Ale Melkor, později známý jako Morgoth, také přišel do Ardy. Touže stát se svrchovaným pánem světa oponoval ostatním Valar, kteří zůstali věrní Ilúvatarovi a snažili se sledovat Stvořitelův plán. V této době Sauron podlehl Melkorově vlivu. Tolkien poznamenal, že Sauron obdivoval pořádek a koordinaci a nesnášel zmatek a neuspořádané třenice. Tak moc a vůle Melkora po nastolení pořádku v Ardě Saurona přitahovala.
Sauron měl podíl na všech činech Melkora na Ardě a byl jen o to méně zlý, že zpočátku sloužil jinému a ne sobě. Po jistou dobu zřejmě předstíral, že je věrným služebníkem Valar, zatímco předával Melkorovi informace o všem, co činili. Když Valar vytvořili říši Almaren, osvětlenou svitem Dvou lamp, Melkor o všem věděl, protože měl zvědy mezi Maiar a Sauron byl jejich náčelníkem.
Melkor zničil Almaren a Valar vytvořili novou zemi na Nejzazším Západě: říši Valinor. Valar ještě nevěděli o Sauronově zradě, a tak Sauron zůstal mezi nimi. Teprve později Sauron Valinor opustil a odešel do Středozemě, centrálního kontinentu Ardy. Od té chvíle byl Sauron definitivně na straně Melkora. Poté, co se přidal k Melkorovi ve Středozemi, prokázal, že je oddaným a schopným služebníkem, a Melkor mu svěřil správu své pevnosti Angband.
Ta nebyla po Druhé válce s Melkorem (brzy po procitnutí elfů) příliš prozkoumávána, takže Sauron nebyl dopaden. Po Melkorově návratu se stal jeho nejmocnějším sluhou, byl pánem mučení. Po bitvě Náhlého plamene ovládl Tol Sirion, kam se nastěhoval se svými vlkodlaky a kde věznil mimo jiné Finroda Felegunda a Berena, než byl nucen předat vládu nad věží Lúthien Tinúviel. Po Válce hněvu se Sauron zatoužil napravit a prosil Eönwëho, herolda Valar, o odpuštění, ten však neměl pravomoc odpustit bytosti vlastního řádu, a proto jej vyzval, aby se s ním vrátil do Amanu, kde předstoupí před Soudný kruh Valar. Sauron se však zalekl přísného trestu a raději zůstal ve Středozemi, kde se ukryl daleko na Východě.

### Druhý věk

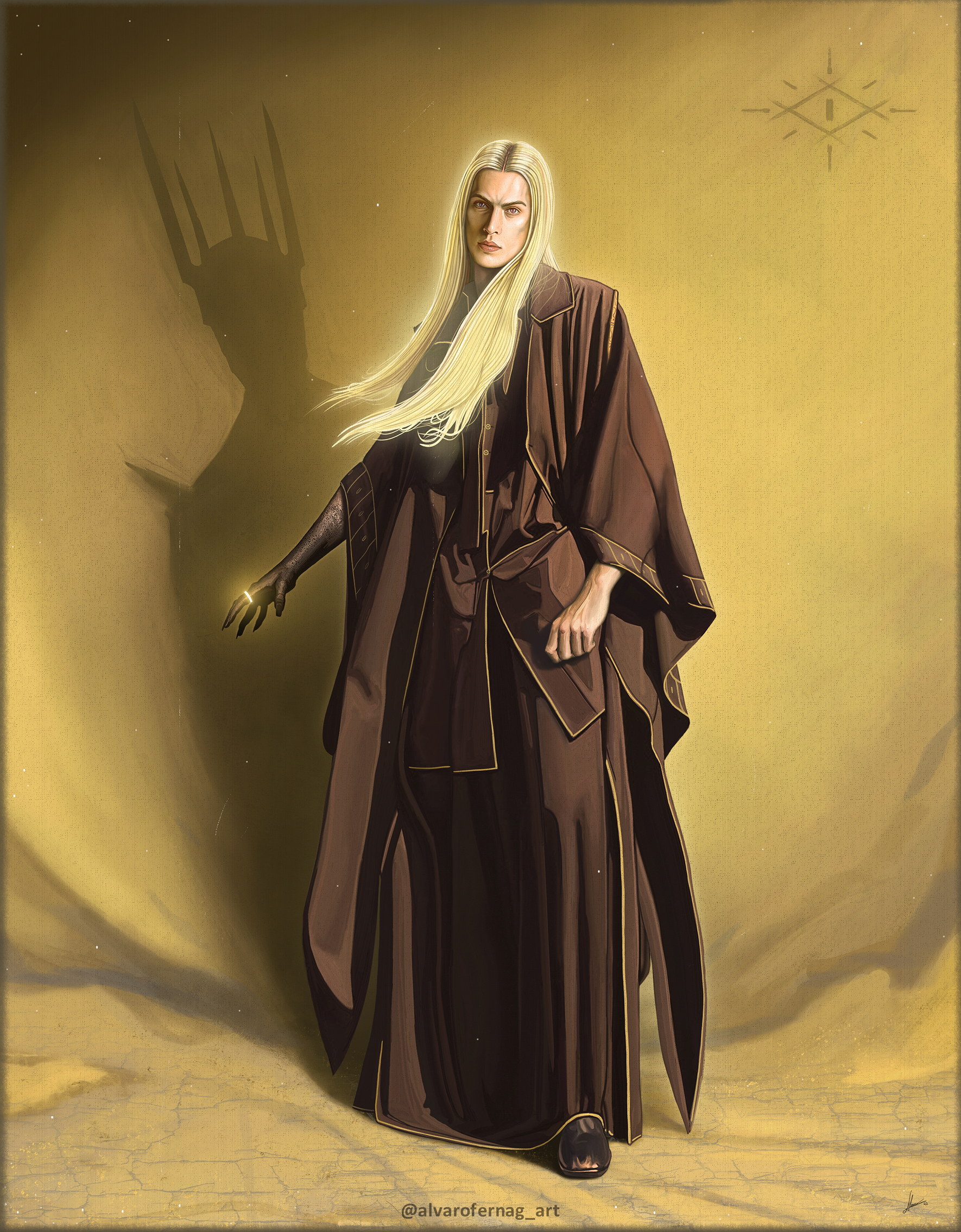
Sauron v podobě Annatara

Po pěti stoletích Druhého věku se Sauron znovu objevil. Rozhodl se stát vládcem Středozemě a podrobit si všechny její svobodné národy. Vzal na sebe nádherný vzhled a sám se nazýval „Annatarem, Pánem Darů“, vyslanec Valar a žák Aulëho (označoval se také jménem Aulendil, Aulëho přítel). Díky jeho hlubokým znalostem se Sauronovi podařilo získat důvěru elfích kovářů v Eregionu. Elfům se představil jako vyslanec Valar. Někteří elfové mu ovšem nedůvěřovali, mezi nimi zejména Galadriel a Gil-galad. Ale elfové v Eregionu neposlechli jejich varování.
Se Sauronovou pomocí elfští kováři vyrobili Prsteny moci, jež zadržovaly a posilovaly moc svých nositelů. Tři nejmocnější z nich vyrobil kovář Celebrimbor sám a věnoval je nejmocnějším z elfů –⁠⁠⁠⁠⁠⁠ Gil-galadovi, Galadriel a Círdanovi. Ostatní Prsteny vyrobil Sauron. Devět z nich věnoval mocným vládcům lidí, protože lidé nejvíce touží po moci. Sedm prstenů obdrželi vládci trpaslíků (přičemž se praví, že sedmý, nejmocnější z nich, přijal Durin, vládce Khazad-dûm, z rukou Celebrimbora, nikoli Saurona). Sauron však všechny oklamal a tajně v Hoře osudu v Mordoru vyrobil svůj vlastní, Jeden prsten, který poskytoval moc vládnout a zároveň i ovládat ostatní prsteny a jejich nositele podrobit Sauronově vůli. Prsteny moci však měly velkou moc a k jejich ovládání byl Sauron nucen vložit část své vlastní přirozené moci do Vládnoucího prstenu. Dokud byl ovšem držitelem Prstenu, jeho vlastní moc byla ještě zvětšena. Sauron nikdy nepředpokládal, že by někdo jiný než on získal a použil Jeden prsten.
Pokud by se tak stalo, nový vlastník Prstenu mohl (pokud by byl dost silný a mocný svou vlastní přirozeností) přemoci Saurona, stát se pánem všeho, co Sauron znal nebo učinil od vytvoření Prstenu, a tak ho svrhnout a usurpovat jeho místo. Byla zde ještě další slabina: pokud by byl Jeden prsten zničen, jeho moc by pominula, Sauronovo vlastní bytí by bylo zmenšeno do nicotnosti a on by byl snížen do pouhého stínu, pouhou vzpomínkou zlé vůle. Ale to on nikdy neuvažoval ani se toho nebál. Prsten byl nezničitelný jakýmkoli kovářským uměním menším než jeho vlastním. Byl neroztavitelný ohněm, kromě neuhasínajícího podzemního ohně, kde byl vytvořen, a ten byl přístupný jen v Mordoru. A v každém případě byl na Sauronově prstu.
Když si však Sauron Jeden prsten nasadil a pokusil se ovládnout elfy, důvtipný postřeh je varoval a oni si uvědomili jeho úmysly. Konečně poznali, kým je Annatar doopravdy a od té doby byl Sauron znám jako Temný pán Mordoru. Elfové sňali své Prsteny a už je nenosili ani neužívali, dokud Sauron vlastnil Jeden prsten. Trpaslíky se Sauronovi rovněž nepodařilo ovládat pomocí Sedmi, protože byli příliš nezlomní, takže na ně Prsteny měly jen malý vliv, leda že jim vnášely do srdce nepokoj a touhu po moci. Zato lidé se pomocí Devíti nechali snadno zotročit a stali se nazgûly, Prstenovými přízraky, nejstrašnějšími ze Sauronových služebníků. Když Sauron selhal v ovládnutí elfů, rozzuřil se a odpověděl vojenskou silou. Rozpoutal válku elfů se Sauronem a rychle si podrobil mnoho zemí. Tím začaly Temné roky. Dobyl Eregion a zabil Celebrimbora, obléhal Imlandris (Roklinku), sváděl boje s Morií a Lórienem a postupoval dál do Gil-galadovy říše. Vyzdvihl Barad-dûr, Temnou věž, postavil Morannon, Černou bránu Mordoru, aby zabránil možné invazi, a podrobil své moci zlé bytosti, které sloužily Morgothovi v Prvním věku (jako skřeti a trolové). Sauron také vládl lidem na Východě a Jihu. Prohlásil se Pánem země a králem lidí. Elfové však bojovali dál a s pomocí mocné armády númenorského krále Tar-Minastira zničili Sauronovu armádu a vytlačili ho do Mordoru. Númenorejci byli nejmocnějším královstvím své doby a když připluli se svým velikým vojskem, Sauronovi služebníci prchali. Sauron proto raději hledal cestu, jak prosadit své záměry lstí. Vzdal se králi a nechal se odvést na Númenor, kde se díky svým hlubokým znalostem a lstivému našeptávání postupně stal z vězně královým rádcem a nakonec přiměl krále Ar-Pharazôna k útoku na Valinor. Valar požádali o pomoc Eru Ilúvatara a ten –⁠⁠⁠⁠⁠⁠ jako odpověď na númenorejský útok –⁠⁠⁠⁠⁠⁠ ostrov Númenor potopil a zničil Ar-Pharazônovu flotilu.
Sauron ve zkáze zahynul, ale jeho duch se vrátil do Středozemě, vytvořil si novou podobu a znovu se pokusil ovládnout Středozem. Narazil však na Dúnadany, kteří unikli ze zkázy Númenoru a založili ve Středozemi Říše ve vyhnanství, Arnor a Gondor. Jelikož se Sauron bál síly Dúnadanů, pokusil se je zničit hned na začátku. Zaútočil na Gondor a dobyl Minas Ithil. Isildur unikl z města a odplul za svým otcem Elendilem po Anduině. Elendil uzavřel s Gil-galadem Poslední spojenectví elfů a lidí a vytáhl proti armádám Mordoru a Sauronovi.
Sauron byl Posledním spojenectvím v bitvě na Dagorladu poražen a ustoupil do Mordoru. Vojska Posledního spojenectví jej oblehla v Barad-dûr. Isildurův bratr Anárion během obléhání zahynul zasažen kamenem. Nakonec byl Sauron donucen vyjít ze své pevnosti a bojovat sám. Na svazích Hory osudu se střetl v souboji s Elendilem a Gil-galadem. V souboji oba zahynuli. Isildur pak zlomeným Narsilem uťal Sauronovi Jeden prsten a Sauron ztratil svou podobu. Isildur si poté vzal Sauronův vládnoucí prsten jako náhradu za smrt otce a bratra. Jeden prsten však Isildura zradil a Isildur zahynul, když unikal přes Anduinu z bitvy na Kosatcových polích. Jeden prsten pak na dva a půl tisíc let zmizel, dokud ho v hlubinách Anduiny nenašel hobit Déagol, jemuž jej vzápětí násilím odebral jeho bratranec Sméagol.

### Třetí věk
Sauron pak nadlouho zůstal v říši stínů, dokud nebyl ve Třetím věku schopen nabýt znovu své síly. V Temném hvozdu postavil pevnost Dol Guldur, vyvolával různé katastrofy (Velký mor), a čekal, až mu nazgûlové připraví půdu pro návrat do Mordoru. Zůstával však skryt v tajnosti, dokud ho neodhalil čaroděj Radagast, který nalezení temných sil sdělil Gandalfovi, který se tam vydal, a následně vše sdělil Bílé radě. Poté, když byl Gandalf v blízkosti Dol Gulduru, Sauron načas zmizel a začal tzv. Ostražitý mír.

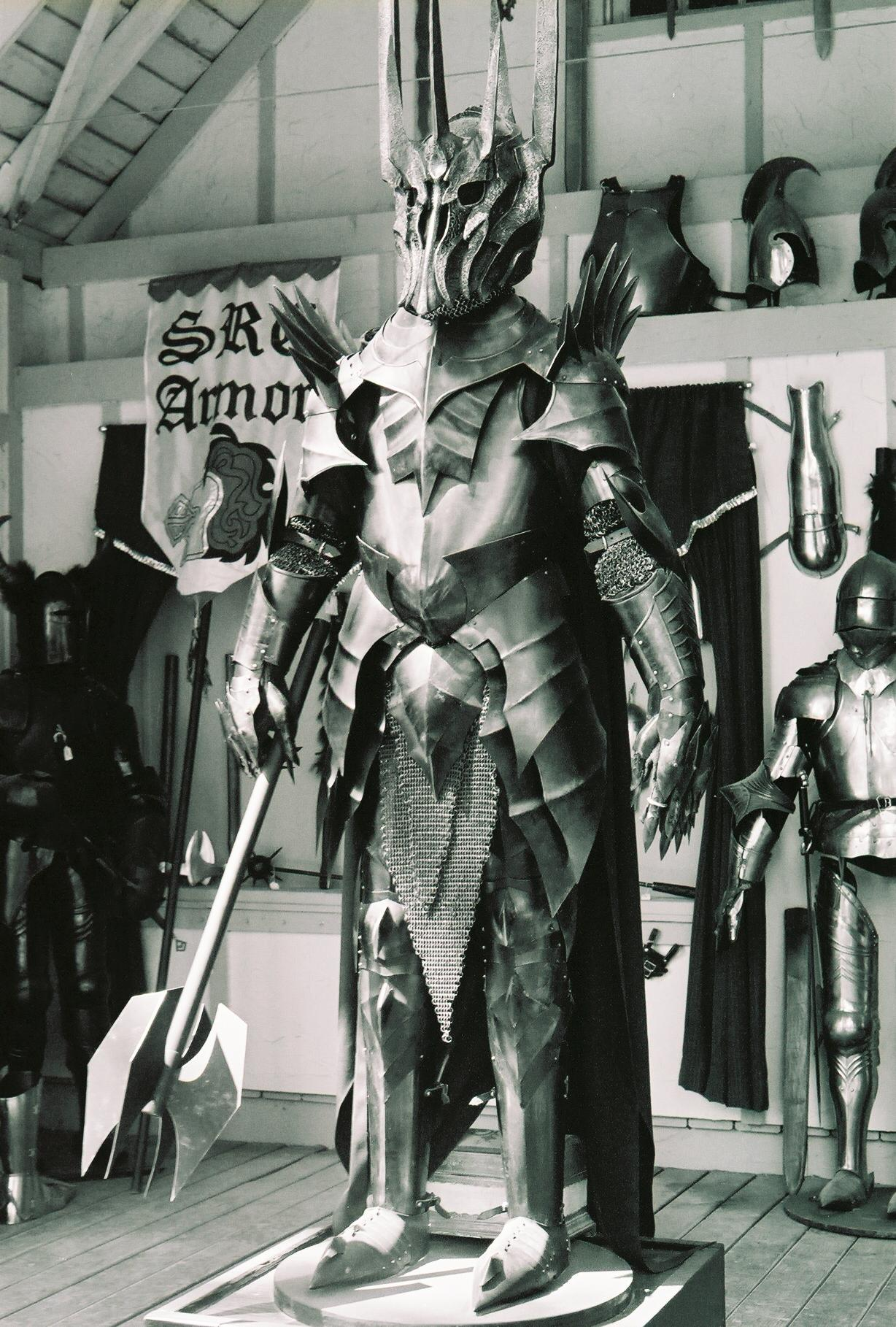
Sauronova zbroj z Jacksonovy filmové trilogie

Mezitím Sméagol díky moci Prstenu získal nepřirozeně dlouhý život a několik dalších staletí se ukrýval v Mlžných horách. Jednoho dne však Prsten ztratil, aby jej nalezl jiný hobit, Bilbo Pytlík, který jej odnesl do daleké země na Západě, nazývané Kraj.
Sauron, vypuzený z Dol Gulduru, se vrátil do Mordoru, kde znovu vystavěl Barad-dûr a začal hledat Prsten. Když nakonec zjistil, kde se Prsten nachází, vyslal Devítku nazgûlů v převleku černých jezdců hledat Kraj a Bilbo Pytlíka. Ten mezitím vnitřně cítil, že Prsten nad ním získává jakousi tajemnou moc, a přenechal jej svému synovci Frodovi. Frodo jej donesl do Roklinky, kde bylo rozhodnuto o zničení prstenu a vytvořeno Společenstvo prstenu.
Mezitím Sauron rozpoutal dlouho připravovanou válku, která mu měla přinést konečné vítězství. Získal mocného spojence v čaroději Sarumanovi, který začal sám toužit po získání Prstenu a věřil, že se mu podaří získat jej dříve než Sauronovi. Společně tak zaútočili na svobodná lidská království –⁠⁠⁠⁠⁠⁠ Saruman napadl Rohan, kde však byl Rohiry v bitvě u Hlásky v Helmově žlebu poražen. Sauron se krátce nato nechal vyprovokovat k útoku na Gondor, poslední říši Dúnadanů. Aragorn, dědic dúnadanských králů, o němž Sauron neměl tušení, se mu totiž v této chvíli odhalil, protože chtěl vyprázdnit Mordor od vojsk a umožnit tak Frodovi proniknout k Hoře osudu, kde může být Jeden prsten zničen. Sauron se mylně domníval, že Aragorn se pokouší ovládnout Prsten a převzít Sauronovu pozici, a věřil, že rychlá porážka Gondoru mu pomůže nejen zlomit odpor svobodných národů, ale i získat Prsten. V první veliké bitvě, bitvě na Pelennorských polích, byl však nečekaně poražen, neboť Gondor se dočkal pomoci Rohirů a byl zahuben Černokněžný král, nejmocnější z nazgûlů. Saurona porážka zaskočila, ale stále za ním stála nesmírná armáda. Aragorn se rozhodl pokračovat ve své lsti a vytáhl s vojsky Západu na radu Gandalfa k Morannonu, Černé bráně Mordoru, aby upoutal Sauronovu pozornost a umožnil Frodovi splnit jeho úkol.
Teprve když si Frodo v srdci Mordoru v Hoře osudu nasadil Prsten, poznal Sauron své smrtelné nebezpečí, ale už bylo pozdě. Frodo v souboji s Glumem shodil Gluma s Prstenem do ohně Hory osudu a Prsten pominul a s ním také Sauron, který přišel o svou moc a stal se z něj neškodný zlý duch, který, jak píše Silmarillion, „... uletěl jako záštiplný stín.“

## Vzhled
Tolkien nikde nepředkládá detailní informace o Sauronově vzhledu během jeho různých inkarnací. Podle Silmarillionu byl Sauron jako Maia schopen měnit svůj vzhled a podobu svou vůlí. Na začátku používal krásnou podobu, ale poté, co se přidal k Morgothovi, si vzal hrozivou podobu.
Když plánoval přemoci valinorského psa Huana, Sauron na sebe vzal podobu velikého vlka. Když jeho plán selhal, vzal na sebe podobu hada a nakonec se změnil do své obvyklé podoby, ale nepomohlo mu to a byl poražen, změnil se v ptáka a uletěl.
Po Morgothově porážce ve válce hněvu na sebe Sauron vzal krásnou podobou, aby okouzlil Eönwëho. Ve Druhém věku se objevil ve krásné podobě jako Annatar, aby přelstil elfy. Na Númenoru si také ponechal tento vzhled.
Tak jako Morgoth, i Sauron nakonec ztratil schopnost měnit svůj vzhled podle své vůle. Po Pádu Númenoru nebyl Sauron schopen vzít na sebe krásnou podobu. Na konci Druhého věku a ve Třetím věku na sebe vzal hrozivou podobu Temného pána. Jeho vzhled po pádu Númenoru byl příšerný – „obraz zosobněné zášti a nenávisti“. Isildur zaznamenal, že Sauronova ruka „byla černá, a přece pálila jako oheň…“. Gil-galad zahynul Sauronovým žárem.

### Sauronovo oko
V Pánu prstenů je „Oko“ obrazem asociovaným se Sauronem. Sauronovi skřeti nosili symbol oka na svých helmách a štítech a nazývali ho jako „Oko“, protože jim nedovolil, aby jeho jméno bylo napsáno nebo vyřčeno.

Sauronovo oko

Také Pán nazgûlů hrozil Éowyn mučením před „Okem bez víček“ v bitvě na Pelennorských polích.
V zrcadle Galadriel Frodo viděl Oko a Saurona v něm.

## Jména a tituly
Sauronovo jméno pochází z přídavného jména suera, v quenijštině „odporný, mizerný, zkažený“, a je překládáno jako „Nenáviděný“. V sindarštině je nazýván Gorthaur. Je také nazýván Bezejmenným nepřítelem. Dúnadani jej nazývali Sauron Podvodník kvůli jeho roli při tvorbě Prstenů moci a Pádu Númenoru. V Adûnaiku je nazýván Zigûr, „čaroděj“.[zdroj?]
V Tolkienových poznámkách je Sauron původně nazýván jménem Mairon neboli „Obdivuhodný“. Také se nazýval Tar-Mairon, „král Excelentní“, až do pádu Númenoru.
Jeho nejznámější tituly Temný pán Mordoru a Pán prstenů se objevují v Pánu prstenů jenom párkrát. Je nazýván Temným pánem, Pánem zrady, Temnou mocí, Temnou mocností, Nepřítelem, Pánem Barad-dûr, Rudým okem, Tvůrcem prstenu, Černým mágem a Černokněžníkem.
V prvním věku je nazýván Pánem vlkodlaků. Ve Druhém věku si vzal jméno Annatar, což znamená „Pán darů“, Aulendil, v překladu „Aulëho přítel“, a Artano, „Vznešený kovář“. Ve Třetím věku byl znám jako Nekromant.

## Sauronova moc

### První věk
- Měl díl ve všech činech, které na Ardě vykonal Melkor.[7]
- To on vypěstoval velké armády skřetů, zatímco byl Melkor zajat.
- On také dokončoval a usměrňoval většinu plánů Melkora, který je nemohl nebo nechtěl dokončit.
- Podával zprávy o všem, co Valar dělali v Almarenu i v Amanu, Melkorovi, který tak vystihl čas na zničení Dvou Lamp.
- Pochytal a zabil převážnou většinu z Berenových lidí.
- Nechal zabít velkého elfího krále Felagunda.
- Oklamal Eönwëho a zůstal na svobodě.

### Druhý věk
- Získal moc prakticky nad celým Východem a Jihem.
- Vybudoval největší věž po pádu Thangorodrim, Barad-dûr.
- Oklamal elfy (při rozdávání Prstenů i trpaslíky a lidi) a pomohl vytvořit Prsteny moci, přičemž vyrobil i svůj vlastní, Jeden prsten.
- Vyhlásil válku elfům, vyplenil Eregion, Morie se uzavřela.
- Nechal zabít Celebrimbora.
- Poprvé měl na dosah ovládnutí Středozemě.
- Vytvořil Prstenové přízraky devíti prsteny lidí z mocných lidských králů, z nichž tři pocházeli z velikých Númenorejců.
- Způsobil zánik Númenoru a smrt drtivé většiny jeho lidu.
- Opět se pokoušel o ovládnutí Středozemě, zabil sám Gil-Galada a Elendila.

- Po useknutí prstů pravé ruky synem Elendilovým (Isildurem) ztratil svou tělesnou podobu.

### Třetí věk
- Napodruhé měl na dosah ovládnutí celé Středozemě.
- Vrátil se do Dol-Gulduru.
- Nechal znovu vybudovat Barad-dûr.
- Vyšlechtil Olog-hai, obry, kteří dokázali snést sluneční světlo.
- Prsten zničen a Sauron navždy opouští Středozem.

## Zajímavosti
- V roce 2012 byl podle této literární postavy pojmenován velký teropodní dinosaurus Sauroniops („Sauronovo oko“).